# 中華民國臨時政府 (段祺瑞)
中華民國臨時政府是1924年至1926年间的中华民国中央政府，设在北京。

## 沿革
1924年10月，冯玉祥等人发动北京政变，推翻直系曹锟、吴佩孚。1924年11月22日，段祺瑞离开天津赴北京。11月24日，段祺瑞公布《中华民国临时政府制》，全文仅6条。同日，段祺瑞就任临时执政。根据《中华民国临时政府制》，成立中華民國臨時政府。
临时执政段祺瑞为了取消《中华民国宪法》及《中华民国临时约法》，乃启动制定新的《中华民国宪法》的程序。1924年12月24日公布《善后会议条例》；1925年2月1日，善后会议在北京召开，旨在“解决时局纠纷，议筹建设方案”，同年4月21日结束。1925年5月3日，《国宪起草委员会规则》公布，国宪起草委员会于同年8月3日正式开会，1925年12月提出《中华民国宪法案》，咨文临时政府交付国民代表会议议决施行。临时法制院提出的《国民代表会议条例》于1925年4月18日经善后会议通过，4月24日公布，但在中国国民党、中国共产党推动的国民会议运动的反对下，国民代表会议始终未能召开，致使《中华民国宪法案》未能议决施行，新宪法胎死腹中。
1925年4月7日，国务会议通过《临时参政院条例》，并于4月13日公布。1925年4月24日，段祺瑞下令取消法统，改選國會，同时取消《中华民国临时约法》及《中华民国宪法》。随后，由抵制曹锟政府的中华民国第一届国会中的少数派议员组织的北京国会非常会议也被临时政府驱散。1924年7月30日，临时参政院成立。
1925年12月26日，段祺瑞公布《修正中华民国临时政府制》，内容扩为7条。
1926年3月18日，北京各高校学生集会游行，抗议八国就大沽口事件向中国发出最后通牒。示威学生在临时执政府遭到屠杀，酿成三一八惨案。
1926年4月9日，冯玉祥的部下鹿钟麟率国民军发动政变，包围临时执政府，临时执政段祺瑞等人逃到东交民巷。1926年4月20日，段祺瑞自北京逃往天津，此后由国务院摄行临时执政职务。1926年5月13日，之前于1924年倒台的顏惠慶內閣宣佈復職，並依法由國務院攝行大總統職權。中华民国临时政府由此不复存在。

## 组成

### 1924年至1925年

#### 临时执政
临时执政是根据《中华民国临时政府制》设置的国家元首及政府首脑、军事首脑。依照《中华民国临时政府制》的规定，临时执政“总揽军民政务，统率海陆军”，“对于外国为中华民国之代表”。临时执政在国务员的赞襄之下处理政务，并“召集国务员开国务会议”。

#### 国务员
依照《中华民国临时政府制》的规定，国务员“赞襄临时执政处理国务”，“临时政府之命令，及关于国务之文书，由国务员副署。”“临时执政命国务员分长外交、内务、财政、陆军、海军、司法、教育、农商、交通各部。”故国务员分别担任各部总长。“临时执政召集国务员开国务会议。”

#### 临时法制院
临时法制院是依据1924年12月4日临时执政段祺瑞公布的《临时法制院官制》设置。“臨時執政因籌備建設釐定一切制度，設臨時法制院，直隸於臨時執政。”临时法制院的职掌有：
1. 一、擬定臨時政府應發布有法規性質之命令案；
2. 二、審定主管各部院及其他官署所擬有法規性質之命令案；
3. 三、調查條議關於憲政之一切制度，典章，及臨時執政特交審議事項；
4. 四、收受審定一切關於法制之條陳；
5. 五、保存臨時執政所發布有法規性質之命令正本。[1]

### 1925年至1926年

#### 临时执政
1925年12月26日公布的《修正中华民国临时政府制》调整了临时执政的职能。首先，将“发布命令”作为临时执政的职能。其次，取消了临时执政召集国务会议的职能。再次，取消了临时执政命国务员分长各部的规定，改规定各部总长即为国务员。

#### 国务员
《修正中华民国临时政府制》规定，国务总理及各部总长均为国务员。《修正中华民国临时政府制》增设了国务总理一职，并增设国务院。“国务会议由国务员组织之，以国务总理为主席。”“赞襄临时执政”的国务员除了帮助临时执政“处理国务”外，还帮助临时执政“决定政策”。《修正中华民国临时政府制》还将原来规定的“临时政府之命令，及关于国务之文书，由国务员副署。”改为“临时政府之命令，及凡关系国务之文书，由国务总理及各部总长全体或分别副署。”

#### 临时法制院
临时法制院仍其旧。

### 1926年
1926年1月4日，改用民国五年（1916年）的《政府直属官制》。1926年1月，临时法制院改为隶属国务院的法制局。

## 主要职官
以下列出该政府的主要职官：

### 臨時執政府
- 臨時執政：
  - 段祺瑞（1924年11月24日－1926年4月20日）
  - 国务院摄行（1926年4月20日－5月13日）
- 臨時執政府秘書長：梁鴻志（1924年11月24日－1926年4月20日）

### 臨時法制院
- 院長：姚震（1924年12月－1926年1月9日）

### 臨時政府各局
- 銓敘局局長：許寶蘅（1924年留任－1925年國務院成立）
- 統計局局長：吳廷燮（1924年留任－1925年國務院成立）
- 印鑄局局長：許修直（1924年留任－1925年國務院成立）

### 國務院
- 國務總理：
  - 許世英（1925年12月26日－1926年3月4日，其中1926年2月15日起請假，由賈德耀代理）
  - 賈德耀（1926年3月4日－4月20日）
  - 胡惟德（兼署，1926年4月20日－5月13日）
- 參議：
  - 黃元蔚（1926年1月15日－）
  - 許寶蘅（1926年1月29日－）
  - 馬振憲（1926年2月9日－）
  - 王耒（1926年2月9日－）
  - 賈晉（1926年2月9日－）
  - 唐理淮（1926年2月9日－）
  - 李祚輝（1926年2月9日－4月1日）
  - 王世鼐（1926年2月9日－4月1日）
  - 吳闓生（1926年4月1日－）
  - 袁丕明（1926年4月1日－）
- 秘書廳秘書長：
  - 汪守珍（1925年12月28日－1926年3月4日）
  - 鄧漢祥（1926年3月4日－4月20日）
- 法制局局長：
  - 張軫（1926年1月9日－）
- 銓敘局局長：
  - 許寶蘅（任至1926年1月29日）
  - 駱通（1926年1月29日－）
- 統計局局長：
  - 吳廷燮
- 印鑄局局長：
  - 許修直

### 各部
参见許世英內閣、賈德耀內閣、胡惟德臨時攝政內閣。